# Listă de filme: C
| Listă de filme                                          | Listă de filme | Listă de filme | Listă de filme | Listă de filme | Listă de filme | Listă de filme |
| ------------------------------------------------------- | -------------- | -------------- | -------------- | -------------- | -------------- | -------------- |
| #                                                       | A              | B              | C              | D              | E              | F              |
| G                                                       | H              | I              | J · K          | L              | M              | N · O          |
| P                                                       | Q · R          | S · Ș          | T · Ț          | U · V          | W · X          | Y · Z          |
| Această infocasetă: vizualizare • discuție • modificare |                |                |                |                |                |                |

Aceasta este o listă de filme care încep cu litera C.
- Cabaret
- Cabin Boy
- Cangurul Jack
- Capcană pentru hoț
- Capcană pentru părinți
- Cardcaptor Sakura
- Carele de foc
- Cartierul chinezesc
- Casablanca
- Casa întoarsă pe dos
- Catifeaua albastră
- Cădere liberă
- Călăuza (Stalker)
- Călugăr Antiglonț
- Câinele andaluz
- Câmp de luptă - Pământul
- Cât reziști fără sex?
- Cei mai frumoși ani ai vieții noastre
- Centrul Pământului
- Cercul poeților dispăruți
- Cetățeanul Kane
- Clubul
- Coasta lui Adam
- Codul lui Da Vinci
- Conversația
- Contact (1997)
- Copoi de Hollywood
- Coșmarul unui american la Paris
- Cronicile din Narnia:Leul, vrăjitoarea și dulapul
- Cum să scapi de un tip în 10 zile
- Could Mountain
- Corpse Bride